# 광취먼와이역
광취먼와이역(중국어: 广渠门外站)은 중국 베이징시 둥청구 둥화스 가도·차오양구 솽징 가도 접경의 광취먼 외대가 외곽에 있는 베이징 지하철 7호선과 건설 중인 17호선의 지하철 환승역이다. 이 역의 7호선 부분은 2013년 5월에 마감되어 2014년 12월 28일에 베이징 지하철 7호선 개통과 함께 사용되었으며 17호선의 개통 시간은 아직 확정되지 않았다.

## 위치
광취먼와이역은 동2환 외곽, 광취먼교 동쪽, 광취먼 외대가(량광 대가, 동서방향)와 광허리 중가-광취 북4항(남북방향)이 만나는 지점에 위치한다. 7호선역은 교차로 서쪽 도로에 동서 방향으로 배치되어 있고, 17호선역은 남북 방향으로 배치되어 있다.

## 역 구조

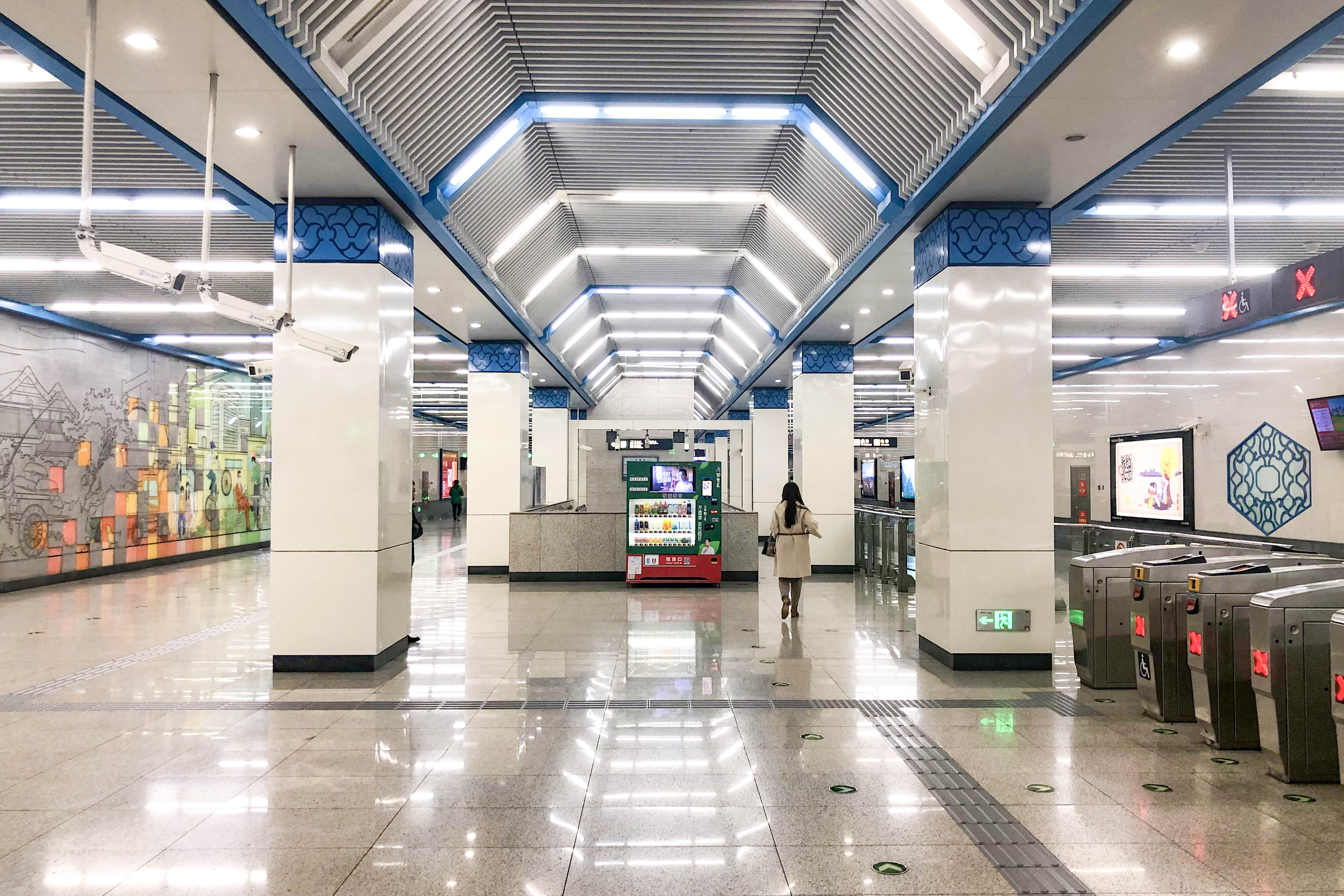
7호선 대합실 (2021년 3월)

7호선 광취먼와이역은 지하 2층으로 총 길이 309.5m, 표준 구간폭 20.9m, 총 건축면적 18829㎡ 규모를 가지고 있다. 역은 주로 2열(柱) 3경간(跨) 구조이며, 일부 장소는 1열 2경간이다. 승강장 폭은 12m다. 출구는 4개 있다.

### 층별 구조
| 지면층          | 출구                             | A—D출구                               |
| 지하 1층        | 대합실                           | 고객 센터, 자동매표기, 개집표기       |
| 지하 2층 승강장 | ←                                | ■ 7호선 베이징 서역 방면 (광취먼네이) |
| 지하 2층 승강장 | 섬식 승강장, 왼쪽 출입문이 열림< |                                       |
| 지하 2층 승강장 | →                                | ■ 7호선 화좡 방면(솽징)               |

### 승강장
7호선 광취먼와이역은 광취먼 외대가 아래에 섬식 승강장으로 이루어졌다. 7호선 승강장 동쪽 끝에 주차선이 설치되어 있다.

## 출구
본역에는 3개의 출구가 있다.
|          |                             |      |  |
|          |                             |      |  |
| 출구     | 출구 인근                   | 사진 |  |
| 出口 · A | 광취먼 외대가(广渠门外大街) |      |  |
| 出口 · B | 광취먼 외대가(广渠门外大街) |      |  |
| 出口 · D | 광취먼 외대가(广渠门外大街) |      |  |